# Begonte
Begonte ist eine spanische Gemeinde (Concello) mit 2.905 Einwohnern (Stand: 2024) in der Provinz Lugo der Autonomen Gemeinschaft Galicien.

## Geografie
Begonte liegt im westlichen Bereich der Provinz Lugo ca. 25 Kilometer nordwestlich der Provinzhauptstadt Lugo.
Umgeben wird Begonte von den sechs Nachbargemeinden:
|          | Vilalba                                     | Cospeito              |
| Guitiriz | Kompassrose, die auf Nachbargemeinden zeigt |                       |
| Friol    |                                             | Rábade Outeiro de Rei |

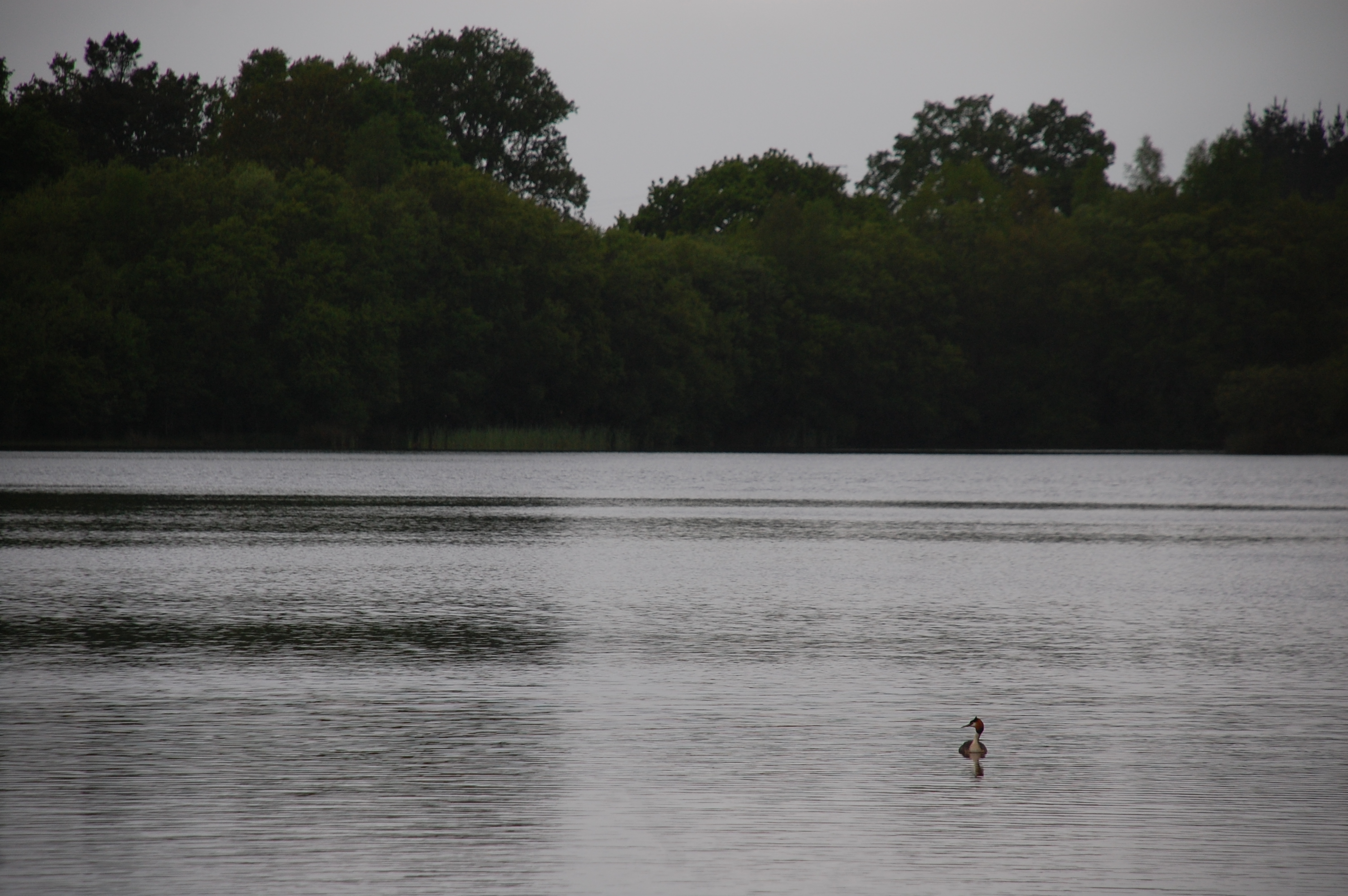
See Riocaldo

Der größte Teil des Gemeindegebiets ist für die Landwirtschaft geeignet, wobei die Produktionskapazität des Bodens durchschnittlich ist.
Die Flüsse Parga und Ladra bewässern und durchqueren das Gemeindegebiet. Hinzu kommen flache Seen in der Nähe der Mündung des Flusses Parga in den Fluss Ladra.
Begonte gehört zu den Gemeinden, die als privilegierte Orte des Natura-2000-Netzwerks gelten, und somit ist ein Teil seines Territoriums des L.I.C. (Gebiet von gemeinschaftlicher Bedeutung) Parga-Ladra-Támoga, das die Ufer der Flüsse Parga, Ladra, Támoga und Miño sowie die Seen umfasst.

## Klima
|                        | Jan | Feb  | Mär  | Apr  | Mai  | Jun  | Jul  | Aug  | Sep  | Okt  | Nov  | Dez  |   |      |
| Mittl. Temperatur (°C) | 6,6 | 6,6  | 8,6  | 10,2 | 12,7 | 15,8 | 17,5 | 17,9 | 16,4 | 13,5 | 9,1  | 7,2  | ⌀ | 11,9 |
| Mittl. Tagesmax. (°C)  | 9,8 | 10,5 | 12,9 | 14,5 | 17,1 | 20,5 | 22,3 | 22,9 | 21,4 | 17,6 | 12,3 | 10,5 | ⌀ | 16,1 |
| Mittl. Tagesmin. (°C)  | 3,8 | 3,3  | 4,9  | 6,2  | 8,6  | 11,6 | 13,3 | 13,7 | 12,4 | 10,1 | 6,4  | 4,4  | ⌀ | 8,3  |
|                        |     |      |      |      |      |      |      |      |      |      |      |      |   |      |
| Niederschlag (mm)      | 150 | 117  | 120  | 137  | 118  | 78   | 49   | 60   | 91   | 155  | 166  | 150  | Σ | 1391 |
|                        |     |      |      |      |      |      |      |      |      |      |      |      |   |      |
| Sonnenstunden (h/d)    | 3,3 | 4,3  | 5,4  | 6,1  | 6,7  | 7,3  | 7,1  | 7,1  | 6,7  | 5,6  | 3,9  | 3,8  | ⌀ | 5,6  |
|                        |     |      |      |      |      |      |      |      |      |      |      |      |   |      |
| Regentage (d)          | 11  | 9    | 9    | 11   | 12   | 8    | 7    | 7    | 8    | 11   | 12   | 11   | Σ | 116  |
|                        |     |      |      |      |      |      |      |      |      |      |      |      |   |      |
| Luftfeuchtigkeit (%)   | 88  | 85   | 82   | 82   | 82   | 80   | 78   | 78   | 79   | 83   | 87   | 86   | ⌀ | 82,5 |

| 3,8 |

| 3,3 |

| 4,9 |

| 6,2 |

| 8,6 |

| 11,6 |

| 13,3 |

| 13,7 |

| 12,4 |

| 10,1 |

| 6,4 |

| 4,4 |

| 3,8 |

| 3,3 |

| 4,9 |

| 6,2 |

| 8,6 |

| 11,6 |

| 13,3 |

| 13,7 |

| 12,4 |

| 10,1 |

| 6,4 |

| 4,4 |

Das Klima der Gemeinde Begonte ist „feucht subkontinental innerhalb des ozeanischen Makroklimas von Galicien“. Es kann als gemäßigt beurteilt werden, mit milden Wintern und Sommern ohne Schwere.

## Bevölkerungsentwicklung der Gemeinde
Legende: Begonte und Rábade___Begonte

Quelle: INE-Archiv – grafische Aufarbeitung für Wikipedia
| Männer | Alterstufe | Frauen |
| ------ | ---------- | ------ |
| 1      | 100+       | 4      |
| 6      | 95–99      | 16     |
| 30     | 90–94      | 68     |
| 56     | 85–89      | 100    |
| 89     | 80–84      | 113    |
| 93     | 75–79      | 104    |
| 90     | 70–74      | 112    |
| 119    | 65–69      | 92     |
| 134    | 60–64      | 106    |
| 143    | 55–59      | 131    |
| 132    | 50–54      | 95     |
| 100    | 45–49      | 95     |
| 88     | 40–44      | 74     |
| 92     | 35–39      | 68     |
| 75     | 30–34      | 78     |
| 59     | 25–29      | 48     |
| 47     | 20–24      | 30     |
| 37     | 15–19      | 45     |
| 40     | 10–14      | 45     |
| 35     | 5–9        | 26     |
| 26     | 0–4        | 34     |

Nach einem Höhepunkt im Betrachtungszeitraum um 1920 von über 7000 Einwohnern sank die Zahl der Bevölkerung stetig bis unter 3000. Der starke Rückgang der Geburtenraten, die stetige Sterberate und das Phänomen der Abwanderung zugunsten großer Städte oder ins Ausland waren die Faktoren, die diesen Rückgang verursachten. Die am dichtesten besiedelten Parroquias sind heute die im zentralen Bereich der Gemeinde – Saavedra, Baamonde und Begonte – in der Nähe der wichtigsten Verkehrswege und im Fall von Baamonde und Begonte aufgrund der Existenz urbaner Zentren und mit ihnen eine stärkere Konzentration kommunaler Dienstleistungen. So blieb die Bevölkerung im Laufe der Zeit im Hauptsitz der Gemeinde und in Saavedra konstant, während der Rückgang in Castro, Santalla, Pena, Donalbai und Virís ausgeprägter war. Die Einwanderung hat in Begonte bereits eine gewisse Bedeutung aufgrund der wachsenden Rolle der Industriegebiete in der Gemeinde und aufgrund der Menschen, die nach ihrer Pensionierung zurückkehren.
Am 1. Januar 2021 waren ca. 54 % der Bevölkerung im erwerbsfähigen Alter (20–65), während dieser Wert für ganz Spanien ca. 61 % betrug.
Die Überalterung der Bevölkerung der Gemeinde zeigt folgende Tabelle, bei der das Verhältnis von Gruppen von älteren Personen mit Gruppen von Personen der jüngeren Generation verglichen wird:
| Alter | Anzahl Personen | Alter | Anzahl Personen | Provinz | Galicien | Spanien |
| ----- | --------------- | ----- | --------------- | ------- | -------- | ------- |
| 60–64 | 100             | 20–24 | 32              | 49      | 58       | 79      |
| 55–59 | 100             | 15–19 | 30              | 45      | 57       | 71      |
| 50–54 | 100             | 10–14 | 37              | 47      | 56       | 68      |

## Gemeindegliederung
Die Gemeinde Begonte ist in 19 Parroquias gegliedert:
| Parroquias            | Patrozinium  | Einwohner 2024 | Fläche km² | Dichte Einw./km² | Höhe msnm | Ortskennzahl |
| --------------------- | ------------ | -------------- | ---------- | ---------------- | --------- | ------------ |
| Baamonde              | Santiago     | 296            | 6,74       | 44               | 415       | 27007010000  |
| Baldomar              | San Xoán     | 54             | 2,18       | 25               | 425       | 27007020000  |
| Begonte               | San Pedro    | 301            | 4,43       | 68               | 398       | 27007030000  |
| Bóveda                | Santalla     | 134            | 8,11       | 17               | 419       | 27007040000  |
| Carral                | San Martiño  | 165            | 3,41       | 48               | 407       | 27007050000  |
| O Castro              | Santa María  | 96             | 6,06       | 16               | 441       | 27007060000  |
| Damil                 | San Salvador | 175            | 4,78       | 37               | 413       | 27007080000  |
| Donalbai              | San Cristovo | 136            | 5,21       | 26               | 453       | 27007090000  |
| Felmil                | Santiago     | 144            | 6,27       | 23               | 402       | 27007100000  |
| Gaibor                | San Xiao     | 176            | 13,31      | 13               | 478       | 27007110000  |
| Illán                 | Santiago     | 102            | 7,50       | 14               | 433       | 27007120000  |
| Saavedra              | Santa María  | 383            | 9,40       | 41               | 456       | 27007160000  |
| San Fiz de Cerdeiras  | San Fiz      | 109            | 5,07       | 21               | 501       | 27007070000  |
| San Martiño de Pacios | San Martiño  | 193            | 14,66      | 13               | 410       | 27007130000  |
| San Vicente de Pena   | San Vicente  | 52             | 3,45       | 15               | 487       | 27007140000  |
| Santalla de Pena      | Santalla     | 123            | 13,79      | 9                | 560       | 27007150000  |
| Trobo                 | Santa María  | 128            | 5,92       | 22               | 438       | 27007170000  |
| Uriz                  | Santo Estevo | 97             | 4,40       | 22               | 415       | 27007180000  |
| Virís                 | Santa Helena | 61             | 2,25       | 27               | 436       | 27007190000  |

Der Sitz der Gemeinde befindet sich in der Parroquia Begonte.

## Geschichte
Laut Vidán Torreira verdankt Begonte seinen Namen den römischen Legionären des Stammes der Vocontier aus dem Rhone-Becken. Das Jahr 666 wird als Pogonti in der Itación de Wamba, als Boconti in entsprechenden Dokumenten aus den Jahren 966 und 971 und als Bogunti in den Jahren 1137 und 1187 erwähnt. Nicandro Aires, der die Herkunft des Namens untersucht hat, ist hingegen der Ansicht, dass Vocontii auch „Zwanzig“ oder „Die Zwanzig“ bedeuten kann, was der etwa zwanzig Kilometer entfernten Hauptstadt Lugo entsprechen könnte.
Es gibt Spuren des Lebens auf diesem Land seit etwa 3500 v. Chr. Die Baamondes und die Saavedras gaben zwei Parroquias der Gemeinde ihren Namen, obwohl im Laufe der Jahrhunderte das Feste Haus von Baamonde und die Burg von Saavedra verschwanden. Der König Bermudo II. verbrachte die Nacht in Saavedra, als er kam, um die Burg von Aguiar zu erobern. Ein anderer, Alfons V., kam, um eine Familienstrafe zu diktieren. Hier haben die Irmandiños gekämpft und verloren. Zu Beginn des 19. Jahrhunderts fielen französische Truppen in die Region ein.
Begonte war schon immer privilegiert in Bezug auf Straßenanbindung. Die Landstraße von Madrid nach A Coruña wurde bereits 1773 eingeweiht. Die Autobahn ersetzte den alten Camino Real. Die Eisenbahn ließ sich Zeit, um in den Hauptsitz der Gemeinde zu gelangen. Bereits 1874 hatte Begonte einen Halt beantragt. Er war 1885 in Rábade angekommen. Aber es hat keinen Bahnhof bis Juni 1941 geben, als der erste Zug in Begonte hielt.
Der Stadtrat von Begonte wurde 1842 gegründet, sein erster Bürgermeister war Ramón Losada y Montenegro. 1924 wurde Rábade, das bis zu dem Zeitpunkt zu Begonte gehörte, als kleinere lokale Einheit unabhängig und 1925 zur eigenen Gemeinde.

Logo des Jakobswegs

## Jakobsweg
Durch Baamonde führt der Jakobsweg mit der Variante Camino de la Costa von Norden kommend und nach Guitiriz fortsetzend.

## Sehenswürdigkeiten
- Museum Víctor Corral

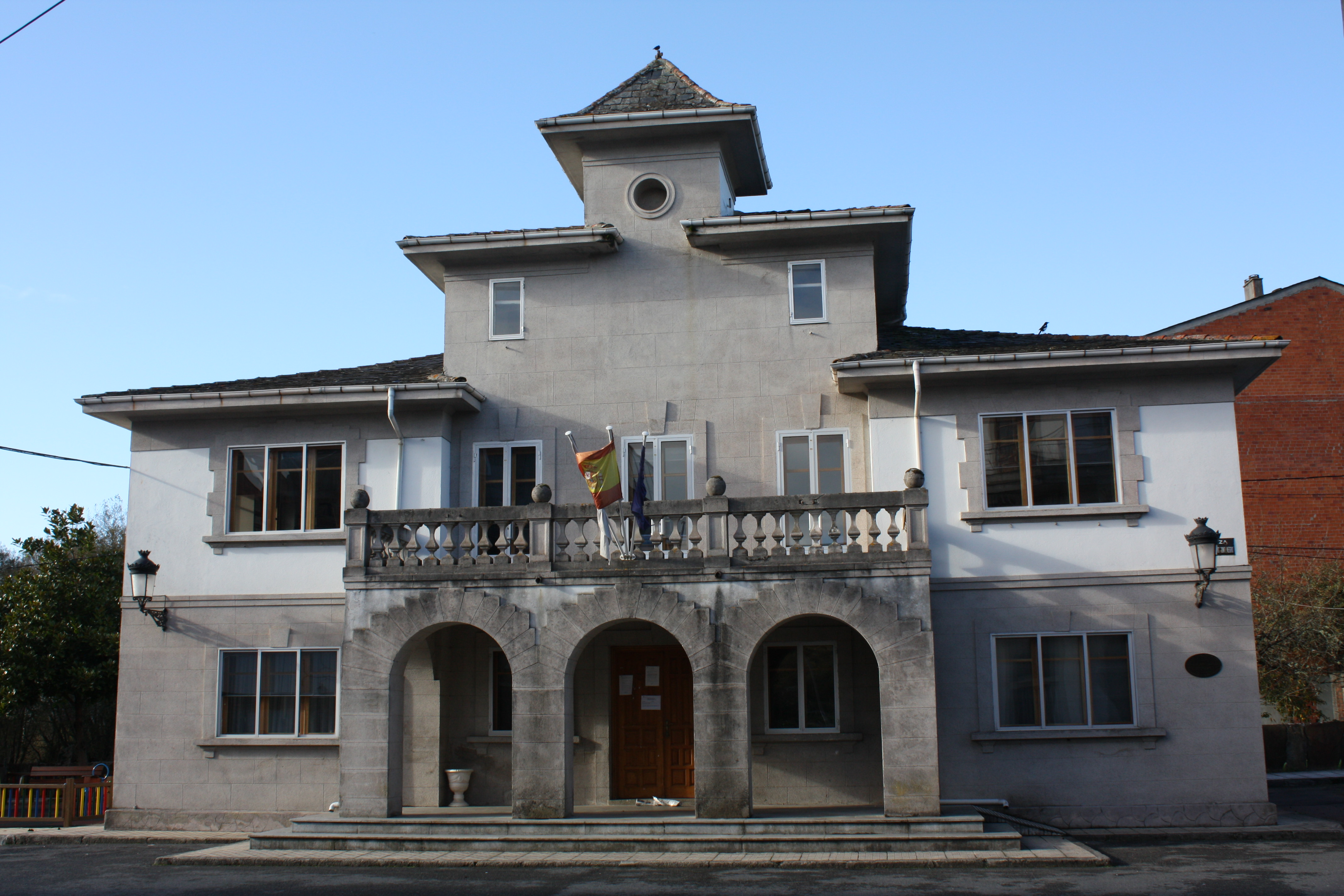
Museum Víctor Corral

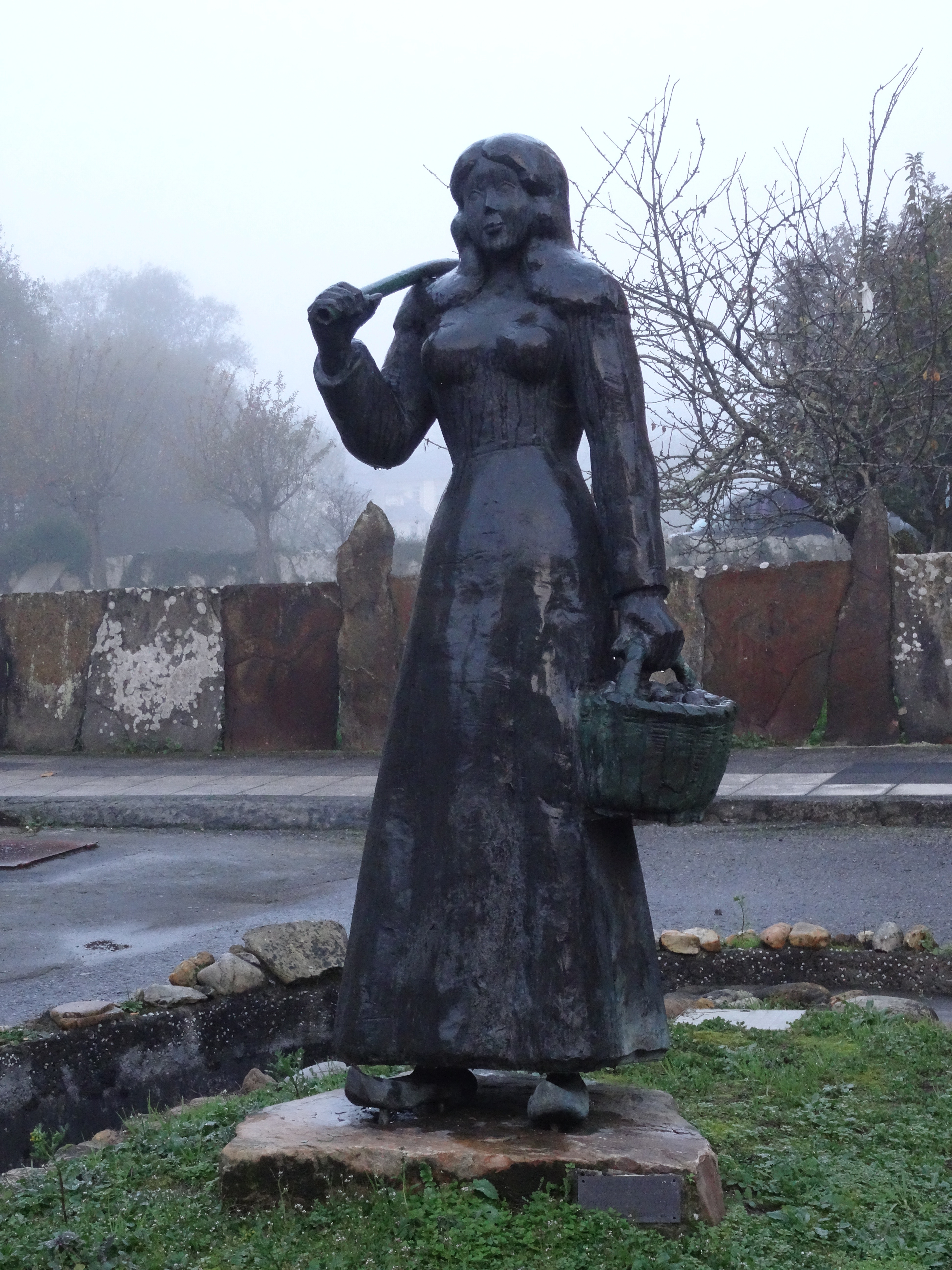
Skulptur von Víctor Corral, „Bäuerin“

Víctor Corral wurde 1937 in der Parraquia Baamonde in einer Familie mit elf Brüdern geboren. Heute ist er ein Bildhauer von internationalem Rang und in Baamonde eröffnete er sein Museum.
Er studierte Kunsthandwerk in A Coruña bei dem Bildhauer José Juan und in Barcelona bei Montagut. Er hatte eine Werkstatt in Barcelona, wo er täglich 40 „Quixotes“ schnitzte, stellte erfolgreich aus und kehrte in seine Heimat zurück, um sich als großer Künstler zu weihen. Laut Francisco Pablos „verstand er, dass es andere Welten gab, aber sie waren in seiner eigenen, in seiner Heimat Baamonde, weil das Universum alles in der eigenen schöpferischen Vorstellungskraft eingeschlossen werden kann und muss“.
Er hat in Lugo, A Coruña, Santiago de Compostela, Vigo, Ferrol, Pontevedra, Oviedo, Madrid, Barcelona, Genf usw. ausgestellt. Seine Arbeiten erscheinen im Parlament von Galicien, in Museen in Chicago, New York, Lugo, A Coruña, Pontevedra. Er hat Arbeiten an öffentlichen Orten in Vilalba, Guitiriz, As Pontes de García Rodríguez, Begonte, Cospeito, Foz und an verschiedenen Punkten der Autobahn und der Nationalstraße N-VI.
Víctor Corral arbeitet mit Stein, Holz, Elfenbein. Er begann auf den Hörnern der Kühe seiner Familie, auf den lebenden Bäumen seines Hauses zu schnitzen. Nach einer langen Reise durch die Welt der Kunst unter Verwendung aller Arten von Materialien hat er mehr als zweitausend Werke (Miniaturen oder gigantische) unter anderem die Kapelle, die in der tausendjährigen Kastanie in der Nähe der Baamonde-Kirche installiert wurde. Das Haus des Museum, das Stein für Stein von ihm gebaut wurde und einzigartige Schnitzereien in ihre Wände einbettet hat, macht es zum perfekten Rahmen für das Museum im Inneren und im Außengarten, durch den jährlich mehr als zwanzigtausend Menschen gehen.
- Pfarrkirche Santiago de Baamonde

Ihren Ursprung hat sie im 9. Jahrhundert, und von ihm blieb ein Meter hoher quaderförmiger Stein übrig, der lange Zeit als Sockel des Weihwasserbeckens diente und bei den letzten Umbauarbeiten unter dem Hauptaltar zutage trat.
Das Kirchenschiff stammt aus dem 12. Jahrhundert und die Hauptkapelle aus dem 15. Jahrhundert, mit einer kleinen hinteren Sakristei dahinter. Es ist bekannt, dass die Irmandiños im Jahr 1101 die Kirche zerstörten und sie wenig später wieder aufgebaut wurde.
Der romanische Teil zeigt den Einfluss der Pilgerwanderungen nach Santiago de Compostela und hat zwei Arten von Steinmetzzeichen, eines in Form eines S und das andere in Form eines Quadrats mit einem Punkt in der Mitte. Die Kirche befindet sich auf einem kleinen Hügel neben der Hauptstraße Madrid - A Coruña. Als ein Teil der Mauer, die die Kirche umfriedete, abgerissen wurde, kamen zwei interessante Grabhöhlen aus Schiefer zum Vorschein.
In der unmittelbaren Nähe der Kirche befindet sich ein Calvaire mit drei Kreuzen.

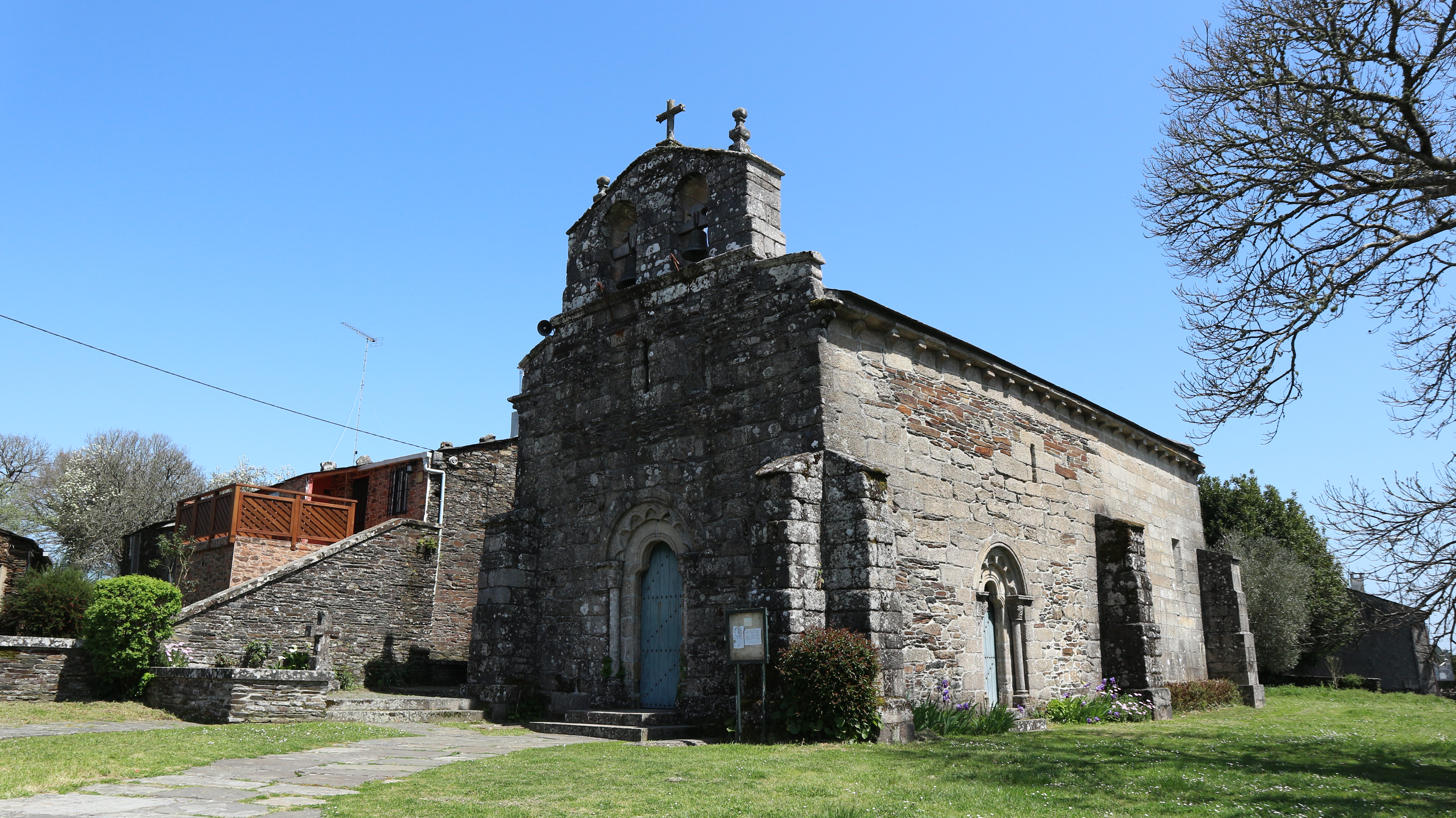
Pfarrkirche Santiago de Baamonde
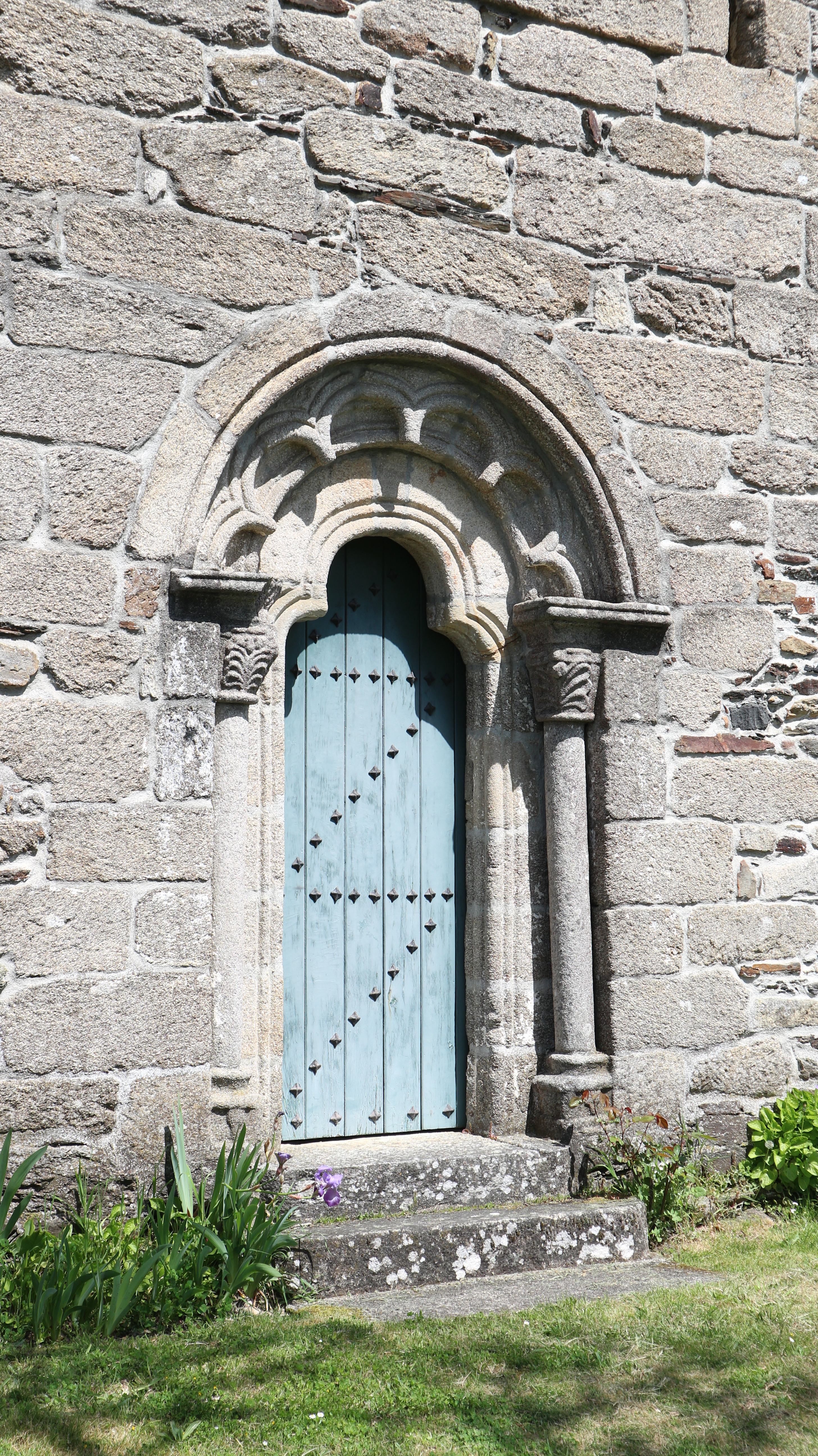
Eingangsportal
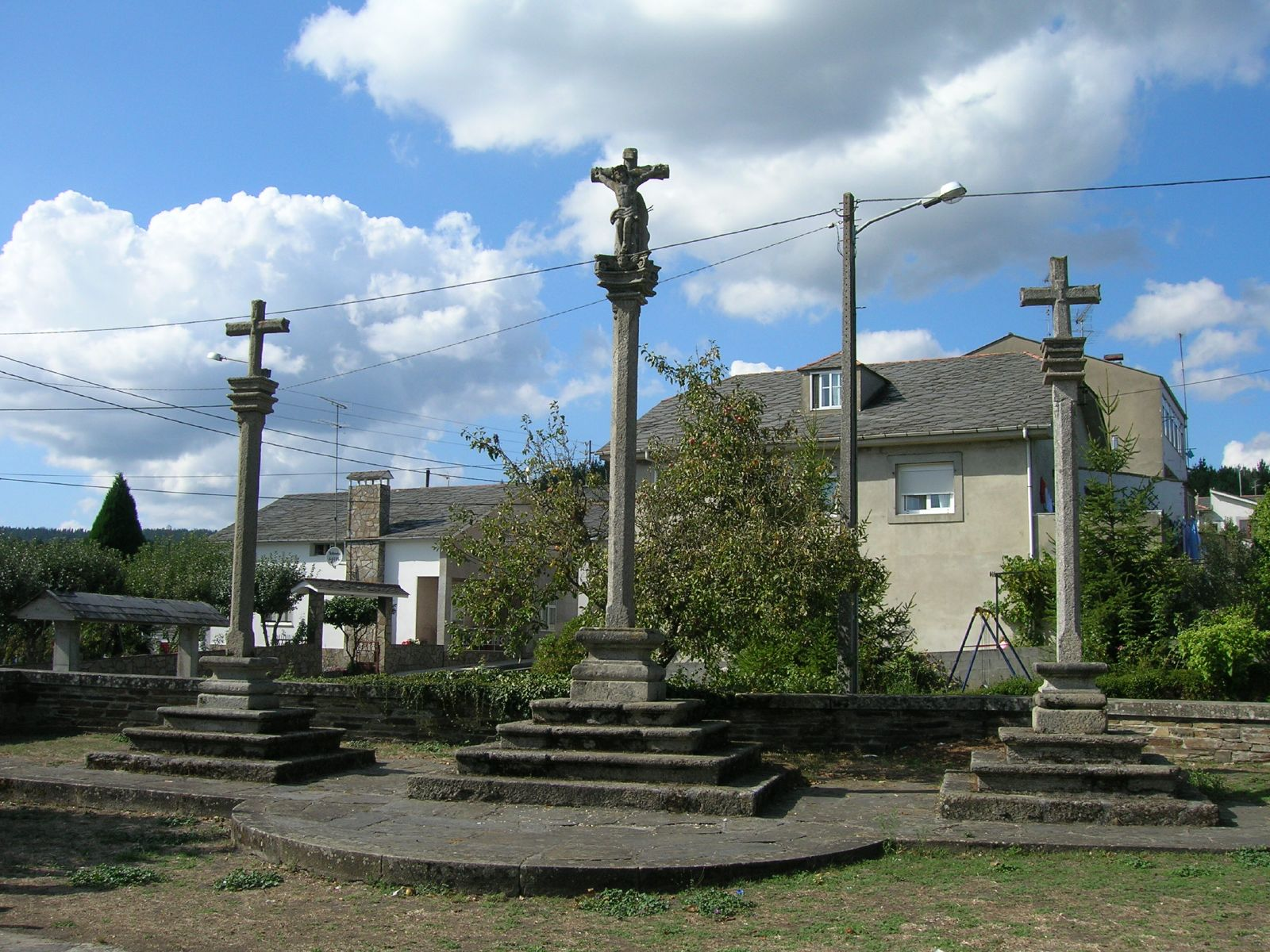
Calvaire

- Kastanie von Baamonde

Sie wurde 1971 bei der Erweiterung und Verbesserung der Nationalstraße N-VI dank der Intervention von Víctor Corral vor Splittern gerettet, denn das ursprüngliche Projekt vor, ein Teil des Baums von den Bauarbeiten betroffen sein würde.
Der Bildhauer schloss sich in dem Loch des hohlen Baumes ein, das er besitzt, reinigte und desinfizierte sein Inneres und hinterließ in der inneren Mulde des Kastanienbaums seinen Abdruck, einen schönen Altar, in dem er die Jungfrau des Rosenkranzes, die Schutzpatronin von Baamonde, modellierte.
Das Medienecho über diese sehenswürdige Leistung war so groß, dass der Kastanienbaum nicht geschnitten werden konnte und als authentisches lebendiges Denkmal blieb, das aller Bewunderung würdig war. Das Projekt der Straße wurde modifiziert, und der Kastanienbaum steht nun mehrere hundert Jahre.
Víctor Corral kümmerte sich weiterhin um ihn und in jeder seiner Falten, die sich die Zeit gebildet hat, formte er mit großer Sorgfalt kleine Details von Tieren, Händen usw.

## Wirtschaft
| Ackerbau, Viehzucht und Fischerei                                                  | 092   | 08,79  |
| Industrie                                                                          | 0195  | 018,62 |
| Bauwirtschaft                                                                      | 084   | 08,02  |
| Dienstleistungsbetriebe                                                            | 0676  | 064,57 |
| Total                                                                              | 1.047 | 100,00 |
| * Daten aus dem Statistischen Amt für Wirtschaftliche Entwicklung in Galicien, IGE |       |        |

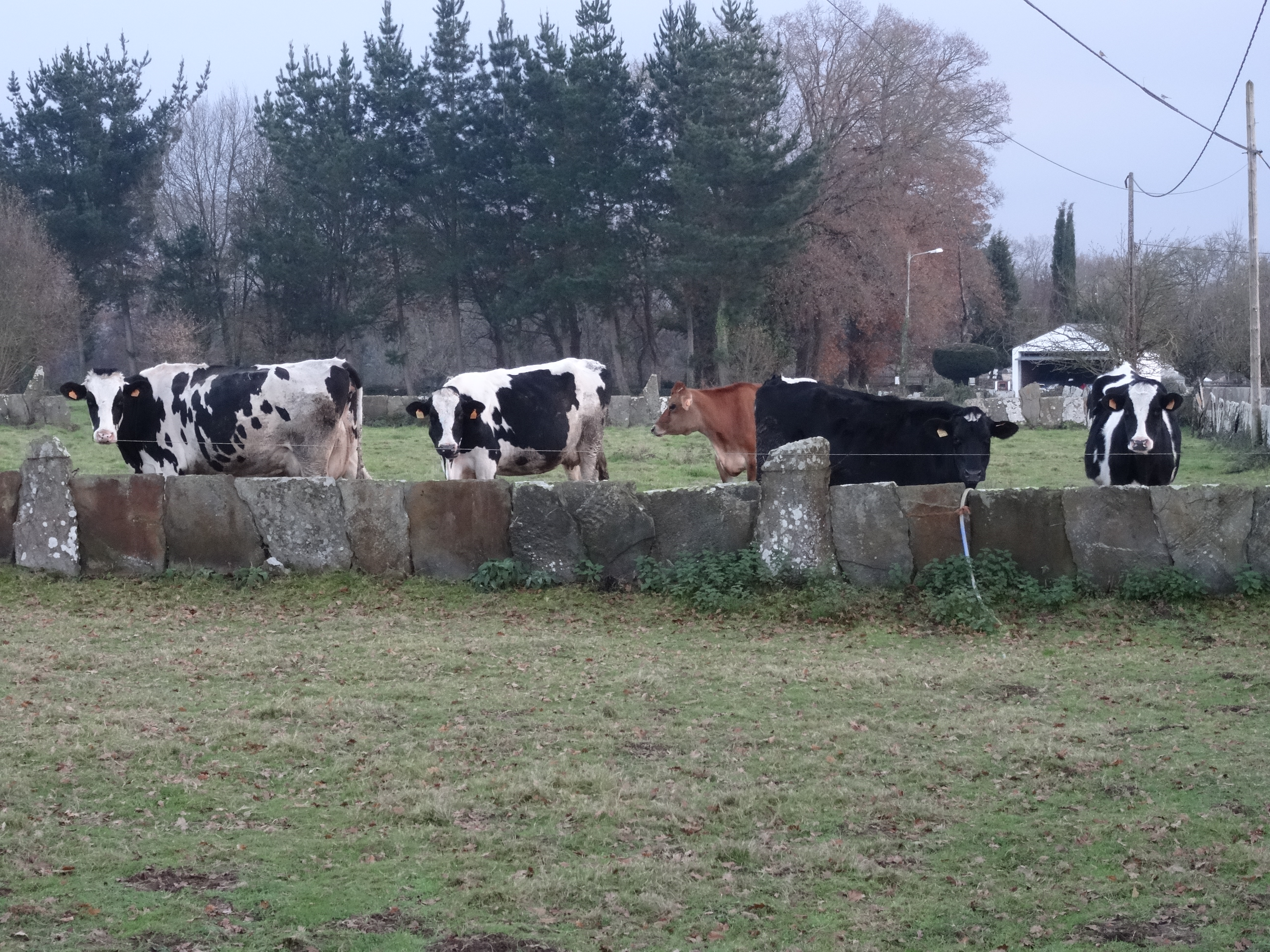
Kühe in der Parroquia Damil

Die Ebene des Landes begünstigt die Mechanisierung der Arbeit auf dem Land, und Landwirtschaft und Viehzucht bleiben die wichtigste Einkommensquelle für die Gemeinde mit dem notwendigen und allmählichen Übergang zu Industrie und Dienstleistungen.

## Verkehr

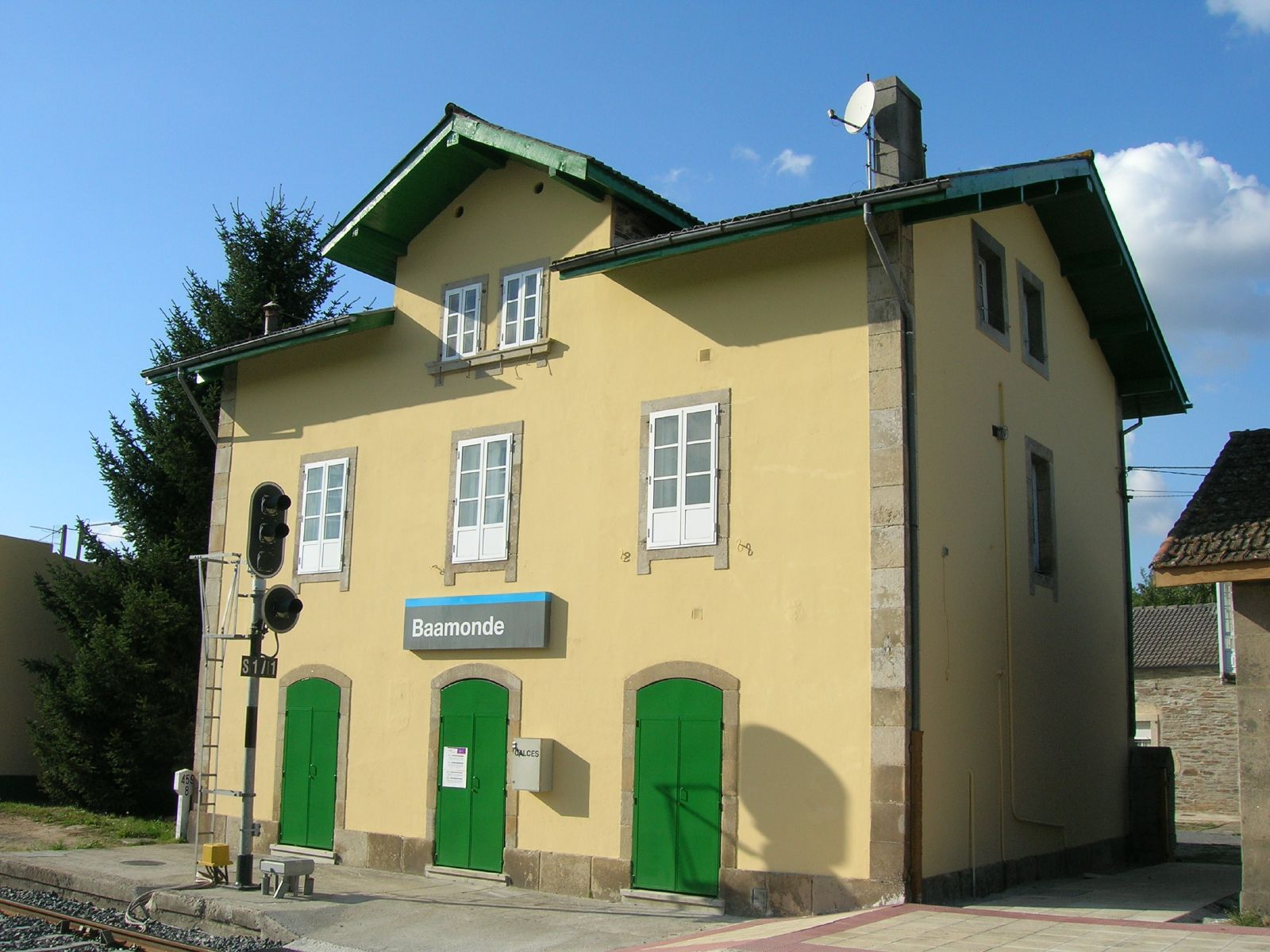
Bahnhofsgebäude in Baamonde

Die Autovía A-6 („Autovía del Noroeste“) von Madrid nach Arteixo durchquert das Gemeindegebiet von Ost nach West mit zwei Abfahrten in den Parroquias Begonte und Baamonde. Parallel hierzu verläuft die Nationalstraße N-VI. Im Baamonde zweigen die Autovía A-8 („Autovía del Cantábrico“) in Richtung Atlantikküste nach Bilbao und die parallel verlaufende Nationalstraße N-634 nach San Sebastián ab.
Die Gemeinde liegt an der Bahnstrecke von Madrid nach A Coruña mit einem Haltepunkt in Baamonde.

## Persönlichkeiten
- Víctor Corral Castro (* 14. September 1937 in Baamonde), Bildhauer